# Pet Shop Boys
Pet Shop Boys er en engelsk popduo bestående af Neil Tennant og Chris Lowe.
Musikstilen er pop med mange elementer fra disco, elektronisk musik og ofte med dansevenlige hits. Remixes er en væsentlig bestanddel – både når det gælder singler og hele album. Gruppen har udgivet tre hele remix-album der udelukkende indeholder remixes af tidligere numre, både singler og album-tracks. En række af deres album er desuden genudgivet med en stor mængde remixes som bonustracks. Desuden hænder det også hyppigt at de remixer for andre kunstnere – bl.a. har de remixet for David Bowie og Madonna. Den danske producer og dj Anders Trentemøller har i 2006 bidraget med et remix af Pet Shop Boys nummeret Sodom and Gomorra på remix-albummet Fundamentalism. Albummet Disco 4 (2007) indeholder Pet shop Boys remixet musik af David Bowie, Madonna, Rammstein, Yoko Ono, The Killers og Atomizer.
Pet Shop Boys fik deres store gennembrud i 1985 med singlen West End Girls. I de efterfølgende år fik de flere store hits – der især toppede den engelske hitliste, og også fik stor popularitet i resten af Europa – bl.a. Surburbia, It's a Sin, Heart, Always On My Mind (cover af gammel Elvis-klassiker) og Domino Dancing. I 1990'erne var nogle af deres største hits: Being Boring,Go West (cover af gammelt Village People-nummer), Can You Forgive her? og New York City Boy.
Pet Shop Boys har opnået stor popularitet i bøsse-kredse, og fremstår for mange som et bøsse-ikon på linje med f.eks. Erasure og Village People. Neil Tennant har da også åbent sprunget ud som homoseksuel, og mange tekster har tydelige homoseksuelle referencer. Men lige så mange tekster har heteroseksuelle temaer, og gruppen har da også altid haft lige så stor popularitet i heteroseksuelle kredse. Det danske band Nordstrøm har blandt andet Pet Shop Boys som inspirationskilde.

## Musikstilen og tekstuniverset
Frontfigur Neil Tennant betegner selv Pet Shops Boys' musik som disko. Duoen blander lyden af synthesizerpop med Neil Tennants elegante, ærkebritiske vokal, der til tider fremføres som rap. På trods af Pet Shop Boys' inspiration fra musikgenrer som house, elektro, jungle og techno er lyden af Pet Shop Boys umiskendelig deres egen. Og stilen har altid været deres egen, hvad enten det drejer sig om deres tilgang til live-optrædener og generelle image i musikbranchen eller bemærkninger om strømninger i samfundet i almindelighed og skarpe politiske kommentarer i særdeleshed. Førstesinglen I'm With stupid fra 2006 studiealbummet Fundamental retter en hård kritik mod den tidligere britiske premierminister Tony Blairs logren med halen overfor den amerikanske præsident George W. Bush:
Before we ever met
I thought like everybody did
you were just a moron
a billion-dollar kid
You flew up all the way
like a hawk chasing a dove
I never thought that I would be
a sacrifice in love
It comes
It grows
and now we're tied together
everybody knows
(fra I'm With Stupid, Fundamental, 2006)
Pet Shop Boys' varemærke er endvidere den malerisk beskrivende kærlighedssang – eksemplificeret af sangen Miracles nedenfor – og ofte med en skæv vinkel og et tydeligt strejf af melankoli, fx eksemplificeret af sangen Rent:
And look at the two of us in sympathy
with everything we see
I never want anything, it's easy
you buy whatever I need
But look at my hopes, look at my dreams
the currency we've spent
I love you, you pay my rent
I love you, you pay my rent
(fra Rent, Actually, 1987)
Clouds drift away
when they see you
Rain wouldn't dare
to fall near you here
Miracles happen
when you're around
Somehow the grass is much greener
Rivers flow faster and cleaner
Being with you
no matter where
sunlight breaks through
and suddenly there's
A bluer sky
whenever you're around
You always bring
a bluer sky
a brighter day
(fra Miracles, PopArt, 2003)

## Image
Pet Shop Boys har altid trodset de generelle tendenser i musikbranchen, og i starten syntes duoen at definere sig selv ved, hvad den ikke brød sig om.
Chris Lowe blev i 1986 citeret for følgende, som efterfølgende blev samplet i det knapt ni minutter lange remix til sangen Paninaro fra Disco-albummet:
"I don't like country and western. I don't like rock music, I don't like rockabilly or rock and roll particularly. I don't like much, really, do I? But what I do like, I love passionately."
De første fire år gav bandet aldrig koncerter, og når de optrådte live i tv-shows, var det altid med den synthesizerspillende Chris Lowe i baggrunden – med en afdæmpet mimik. Måske af denne grund opnåede Pet Shops Boys mange fans – de turde skille sig ud fra de andre lalleglade popbands, der huserede i senfirserne. Pet Shop Boys havde ikke brug for at spjætte med benene som fx Wham! og behøvede ikke tage stoffer for at holde karrieren kørende, som fx Duran Duran og Depeche Mode.
Pet Shop Boys har flere gange relanceret sig selv – og med stor succes. Det første stilskifte i den offentlige fremtoning var i 1993 med studiealbummet Very. I musikvideoen til førstesinglen Can You Forgive Her ser man Neil og Chris i et specialdesignet univers af moderne computergrafik, orange heldragter og kræmmerhushatte – heldragterne var ifølge Neils egne ord ganske ukomfortable at have på.

## Koncerter
Pet Shop Boys var i perioden med Please, Disco og Actually udgivelserne (1986-1988) kendt for ikke at give koncerter og kun i begrænset omfang optræde live, og mange kritikere spekulerede i, om det kunne skyldes, at bandet simpelthen ikke var dygtige nok til at optræde live. I 1989 manede de med et storslået koncertshow i England kritikken til jorden. Flere musikanmeldere hævdede, at dette var det mest spektakulære koncertshow nogensinde set på jordens overflade. Andre mener, at Pet Shop Boys med deres spektakulære shows (navnlig i senfirserne og starten af 90'erne) har sat nye standarder for live shows og inspireret kommercielle musikere verden over.
Pet Shop Boys er kendt for at være et meget visuelt orienteret band, og dvd-udgivelsen 'A Life In Pop' indeholder eksempelvis bandets første liveoptræden fra 1984 og bandets seneste fem musikvideoer. Pet Shop Boys' koncertoptrædener følger som regel et fastlagt koncept ofte med tydelige designmæssige referencer til bandets seneste studiealbum. De seneste års koncertoptrædener har involveret to-tre korsangere, som også har ageret som dansere samt et væld af visuelle effekter og omfattende brug af storskærme, levende billeder og kortfilm. På Performanceturneen i 1991 og de efterfølgende ca. ti år var den britiske sangerinde Sylvia Mason-James et fast supplement på scenen til Neil Tennants vokal.
Pet Shop Boys optrådte for første gang på dansk jord i forbindelse med den teatralske Performance Tour i 1991, hvor de gav koncert i Valby Hallen. Siden har Pet Shop Boys givet koncert endnu en gang i Valby Hallen (Night Life Tour) og på Roskilde Festival. Ved Zulu Rock i 2006 i Parken gav de en koncert som et led i deres The Fundamental world tour. Pet Shop Boys har endvidere givet koncert den 1. juni 2007 på Plænen i Tivoli, på tredages festivalen Skive Beach Party den 2. juni 2007, på Roskilde Festival den 4. juli 2009 samt ved optræden den 8. december 2009 i KB Hallen på Frederiksberg, København.
Bandet lagde atter vejen forbi Danmark, da det optrådte som opvarmning for Take That's store Progress Live 2011 tour i Parken på Østerbro, København den 15. juli 2011.

### Koncerten i Tivoli 2007
Set-liste:
- 01 Intro (God Willing)
- 02 Vi er The Pet Shop Boys (Tivoli 2007)
- 03 Left To My Own Devices
- 04 Suburbia
- 05 Can You Forgive Her?
- 06 Minimal
- 07 Shopping
- 08 Rent
- 09 Heart
- 10 Opportunities (Let's Make Lots Of Money)
- 11 Paninaro
- 12 Se a Vida e
- 13 Domino Dancing
- 14 Always On My Mind
- 15 Where The Streets Have No Name (I Can't Take My Eyes Off You)
- 16 West End Girls
- 17 Integral
- 18 Sodom & Gomorrah Show

Encore:
- 19 So Hard
- 20 It's A Sin
- 21 Go West

## Album
Studiealbum:
- Please (1986)
- Actually (1987)
- Introspective (1988)
- Behaviour (1990)
- Very (1993)
- Bilingual (1996)
- Nightlife (1999)
- Release (2002)
- Battleship Potemkin (2003)
- Fundamental (2006)
- Yes (2009)
- Elysium (2012)
- Electric (2013)
- Super (2016)
- Hotspot (2020)
- Nonetheless (2024)

Remix-album:
- Disco (1986)
- Disco 2 (1994)
- Disco 3 (2002)
- Disco 4 (2007)

Øvrige remix-album:
- Relentless (1993)
- PopArt: Mix (2003)
- Fundamentalism (2006)
- Yes etc. (2009)

B-sider opsamling:
- Alternative (1995)
- Format (2012)

Opsamlingsalbum:
- Discography: The complete singles collection (1991)
- PopArt: The Hits (2003)
- Ultimate (2010)

Live-album:
- Concrete (2006)
- Pandemonium (2010)

Singler:
- "West End Girls" (originale optagelse) (1984).
- "One More Chance" (1984).
- "Opportunities (Let's Make Lots of Money)" (original mix) (1985).
- "West End Girls" (re-optagelse) (1985) - fra albummet Please.
- "Love Comes Quickly" (1986) - fra albummet Please.
- "Opportunities (Let's Make Lots of Money)" (remix) (1986) - fra albummet Please.
- "Suburbia" (1986) - fra albummet Please.
- "It's a Sin" (1987) - fra albummet Actually.
- "What Have I Done to Deserve This?" (feat. Dusty Springfield) (1987) - fra albummet Actually.
- "Rent" (1987) - fra albummet Actually.
- "Always on My Mind" (1987) - fra albummet Introspective.
- "Heart" (1988) - fra albummet Actually.
- "Domino Dancing" (1988) - fra albummet Introspective.
- "Left to My Own Devices" (1988) - fra albummet Introspective.
- "It's Alright" (1989) - fra albummet Introspective.
- "So Hard" (1990) - fra albummet Behaviour.
- "Being Boring" (1990) - fra albummet Behaviour.
- "How Can You Expect to Be Taken Seriously?" (1991) - fra albummet Behaviour.
- "Where the Streets Have No Name (I Can't Take My Eyes off You)" (1991) - fra albummet Behaviour.
- "Jealousy" (1991) - fra albummet Behaviour.
- "DJ Culture" (1991) - fra albummet Discography: The Complete Singles Collection.
- "Dj Culturemix" (1991).
- "Was It Worth It?" (1991) - fra albummet Discography: The Complete Singles Collection.
- "Can You Forgive Her?" (1993) - fra albummet Very.
- "Go West" (1993) - fra albummet Very.
- "I Wouldn't Normally Do This Kind of Thing" (1993) - fra albummet Very.
- "Liberation" (1994) - fra albummet Very.
- "Absolutely Fabulous" (1994).
- "Yesterday, When I Was Mad" (1994) - fra albummet Very.
- "Paninaro" (1995).
- "Before" (1996) - fra albummet Bilingual
- "Se a vida é (That's the Way Life Is)" (1996) - fra albummet Bilingual
- "Single-Bilingual" (1996) - fra albummet Bilingual
- "A Red Letter Day" (1997) - fra albummet Bilingual
- "Somewhere" (1997) - fra albummet Bilingual Special Edition
- "I Don't Know What You Want But I Can't Give It Any More" (1999) - fra albummet Nightlife
- "New York City Boy" (1999) - fra albummet Nightlife
- "You Only Tell Me You Love Me When You're Drunk" (2000) - fra albummet Nightlife
- "Home and Dry" (2002) - fra albummet Release
- "I Get Along" (2002) - fra albummet Realease
- "London" (Udgivet i Tyskland og Storbritannien som en promo) (2002) - fra albummet Realease
- "Miracles" (2003) - fra albummet PopArt
- "Flamboyant" (2004) - fra albummet PopArt
- "I'm with Stupid" (2006) - fra albummet Fundamental
- "Minimal" (2006) - fra albummet Fundamental
- "Numb" (2006) - fra albummet Fundamental
- "Integal" (Hent kun udgivet) (2007) - fra albummet Fundamental samt Disco 4
- "Love etc." (2009) - fra albummet Yes
- "Did You See Me Coming?" (2009) - fra albummet Yes
- "Beautiful People" (Udgivet i Tyskland) (2009) - fra albummet Yes
- "Love Life" (Limited edition i UK Record Store Dag) (2010).
- "Together" (2010) - fra albummet Ultimate
- "Winner" (2012) - fra albummet Elysium
- "Leaving" (2012) - fra albummet Elysium
- "Memory of the Future" (2012) - fra albummet Elysium
- "Axis (sang)" (2013) - fra albummet Electric
- "Vocal" (2013) - fra albummet Electric
- "Love Is a Bourgeois Construct" (2013) - fra albummet Electric
- "Thursday" (feat. Example) (2013) - fra albummet Electric

Som featured kunstner:
- "Hallo Spaceboy" (remix featuring Pet Shop Boys) (1996) - fra albummet Outside
- "Break 4 Love" (as "Peter Rauhofer + Pet Shop Boys = The Collaboration") (2001).
- "She's Madonna" (Robbie Williams featuring Pet Shop Boys) (2007) - fra albummet Rudebox

## Dvd’er
- Somewhere Pet Shop Boys In Concert (1997)
- Montage The Night Life Tour (2001)
- PopArt The Videos (2003)
- Performance The Classic 1991 Live Show (2004)
- A Life in pop (2006)
- Cubism (2007)
- Pandemonium (2010)